# Llista de masies, bordes i granges de Tremp
Llista de masies, bordes i granges del municipi de Tremp, al Pallars Jussà
Per la resta de topònims del municipi, consulteu la llista de topònims de Tremp, de la que aquesta llista s'ha hagut de separar per motius tècnics.
Informació actualitzada per un bot. Els canvis manuals es perdran quan s'actualitzi!

## borda
| imatge | Nom                             | Ubicat a | instància de | Detalls                     | coordenades                                                                    | Protecció                                  | Commons (més fotos) | Dades a WD                    |
| ------ | ------------------------------- | -------- | ------------ | --------------------------- | ------------------------------------------------------------------------------ | ------------------------------------------ | ------------------- | ----------------------------- |
|        | Borda Vella de Farrer           | Tremp    | borda        |                             | 42° 21′ 42″ N, 0° 47′ 08″ E / 42.3616949069716°N,0.785641187465852°E           |                                            |                     | Modifica les dades a Wikidata |
|        | Cabana d'Agustí                 | Tremp    | borda        |                             | 42° 09′ 06″ N, 0° 52′ 29″ E / 42.1516832271767°N,0.87459999280481°E            |                                            |                     | Modifica les dades a Wikidata |
|        | Cabana de Canaleu               | Tremp    | borda        |                             | 42° 09′ 25″ N, 0° 55′ 02″ E / 42.1569661416893°N,0.917112881711704°E           |                                            |                     | Modifica les dades a Wikidata |
|        | Cabana de Casanova              | Tremp    | borda        |                             | 42° 09′ 15″ N, 0° 50′ 05″ E / 42.1542321579594°N,0.834659028655758°E           |                                            |                     | Modifica les dades a Wikidata |
|        | Cabana de Castellà              | Tremp    | borda        |                             | 42° 12′ 47″ N, 0° 42′ 57″ E / 42.2129668608866°N,0.715810547473485°E           |                                            |                     | Modifica les dades a Wikidata |
|        | Cabana de Donyana               | Tremp    | borda        |                             | 42° 08′ 48″ N, 0° 55′ 38″ E / 42.1466238176913°N,0.927351313391662°E           |                                            |                     | Modifica les dades a Wikidata |
|        | Cabana de Folquer               | Tremp    | borda        |                             | 42° 08′ 24″ N, 0° 56′ 11″ E / 42.1399972483438°N,0.936437179859896°E           |                                            |                     | Modifica les dades a Wikidata |
|        | Cabana de Galapat               | Tremp    | borda        |                             | 42° 17′ 00″ N, 0° 47′ 04″ E / 42.283204708154°N,0.784342461422975°E            |                                            |                     | Modifica les dades a Wikidata |
|        | Cabana de Magdalena             | Tremp    | borda        |                             | 42° 16′ 54″ N, 0° 44′ 28″ E / 42.2817682078157°N,0.741194710709783°E           |                                            |                     | Modifica les dades a Wikidata |
|        | Cabana de Martí i Botiguer      | Tremp    | borda        |                             | 42° 16′ 35″ N, 0° 46′ 29″ E / 42.2764608419059°N,0.774647240358054°E           |                                            |                     | Modifica les dades a Wikidata |
|        | Cabana de Millan                | Tremp    | borda        |                             | 42° 16′ 52″ N, 0° 47′ 20″ E / 42.2812377734836°N,0.788813656330671°E           |                                            |                     | Modifica les dades a Wikidata |
|        | Cabana de Monic                 | Tremp    | borda        |                             | 42° 08′ 57″ N, 0° 51′ 42″ E / 42.1490767366143°N,0.861798417849999°E           |                                            |                     | Modifica les dades a Wikidata |
|        | Cabana de Nascala               | Tremp    | borda        |                             | 42° 09′ 24″ N, 0° 50′ 10″ E / 42.1565296054155°N,0.836142033803937°E           |                                            |                     | Modifica les dades a Wikidata |
|        | Cabana de Perna                 | Tremp    | borda        |                             | 42° 14′ 35″ N, 0° 46′ 54″ E / 42.2430221055813°N,0.781568199975787°E           |                                            |                     | Modifica les dades a Wikidata |
|        | Cabana de Ramon                 | Tremp    | borda        |                             | 42° 17′ 03″ N, 0° 47′ 26″ E / 42.2842410300481°N,0.790442890275736°E           |                                            |                     | Modifica les dades a Wikidata |
|        | Cabana de Sant Bartomeu         | Tremp    | borda        |                             | 42° 09′ 32″ N, 0° 54′ 53″ E / 42.1589400350984°N,0.914724137085611°E           |                                            |                     | Modifica les dades a Wikidata |
|        | Cabana de Sostres               | Tremp    | borda        |                             | 42° 09′ 27″ N, 0° 52′ 37″ E / 42.1573718491119°N,0.876866627117179°E           |                                            |                     | Modifica les dades a Wikidata |
|        | Cabana de Talló                 | Tremp    | borda        |                             | 42° 16′ 27″ N, 0° 45′ 11″ E / 42.2741577842465°N,0.753071222525486°E           |                                            |                     | Modifica les dades a Wikidata |
|        | Cabana de Tarraubella           | Tremp    | borda        |                             | 42° 16′ 02″ N, 0° 45′ 02″ E / 42.2671308127327°N,0.750641358200055°E           |                                            |                     | Modifica les dades a Wikidata |
|        | Cabana de Teixidor              | Tremp    | borda        |                             | 42° 18′ 21″ N, 0° 47′ 15″ E / 42.3058886351932°N,0.787550420375881°E           |                                            |                     | Modifica les dades a Wikidata |
|        | Cabana de Tonic                 | Tremp    | borda        |                             | 42° 11′ 31″ N, 0° 44′ 42″ E / 42.1919572197124°N,0.744953986138052°E           |                                            |                     | Modifica les dades a Wikidata |
|        | Cabana de Veguer                | Tremp    | borda        |                             | 42° 16′ 01″ N, 0° 44′ 36″ E / 42.2669055089367°N,0.743301852477256°E           |                                            |                     | Modifica les dades a Wikidata |
|        | Cabana de Violant               | Tremp    | borda        |                             | 42° 14′ 34″ N, 0° 43′ 49″ E / 42.2427569666911°N,0.73029779713492°E            |                                            |                     | Modifica les dades a Wikidata |
|        | Cabana de l'Arrendador          | Tremp    | borda        |                             | 42° 09′ 24″ N, 0° 50′ 11″ E / 42.1567506259559°N,0.836400780196895°E           |                                            |                     | Modifica les dades a Wikidata |
|        | Cabana de l'Hort de Tarraubella | Tremp    | borda        |                             | 42° 15′ 54″ N, 0° 45′ 03″ E / 42.264885743231°N,0.750963692561793°E            |                                            |                     | Modifica les dades a Wikidata |
|        | Cabana de la Coma de Placero    | Tremp    | borda        |                             | 42° 08′ 06″ N, 0° 52′ 47″ E / 42.135088595157°N,0.87963200614894°E             |                                            |                     | Modifica les dades a Wikidata |
|        | Cabana de la Vinya              | Tremp    | borda        |                             | 42° 16′ 47″ N, 0° 46′ 01″ E / 42.2797679022709°N,0.766878615826974°E           |                                            |                     | Modifica les dades a Wikidata |
|        | Cabana del Baltasar             | Tremp    | borda        |                             | 42° 07′ 58″ N, 0° 56′ 18″ E / 42.1328917360562°N,0.938446515524494°E           |                                            |                     | Modifica les dades a Wikidata |
|        | Cabana del Barranc              | Tremp    | borda        |                             | 42° 11′ 26″ N, 0° 43′ 03″ E / 42.1904480892475°N,0.717384839238662°E           |                                            |                     | Modifica les dades a Wikidata |
|        | Cabana del Canvit               | Tremp    | borda        |                             | 42° 15′ 45″ N, 0° 44′ 20″ E / 42.262498018034°N,0.738997567404777°E            |                                            |                     | Modifica les dades a Wikidata |
|        | Cabana del Cujú                 | Tremp    | borda        |                             | 42° 10′ 15″ N, 0° 53′ 16″ E / 42.1708659822239°N,0.887783060682254°E           |                                            |                     | Modifica les dades a Wikidata |
|        | Cabana del Freixa               | Tremp    | borda        |                             | 42° 10′ 15″ N, 0° 53′ 18″ E / 42.170759451292°N,0.888355603742937°E            |                                            |                     | Modifica les dades a Wikidata |
|        | Cabana del Maestro              | Tremp    | borda        |                             | 42° 15′ 57″ N, 0° 47′ 17″ E / 42.2657532282282°N,0.788142677328257°E           |                                            |                     | Modifica les dades a Wikidata |
|        | Cabana del Manolo               | Tremp    | borda        |                             | 42° 10′ 17″ N, 0° 53′ 16″ E / 42.1714129927246°N,0.88765589508463°E            |                                            |                     | Modifica les dades a Wikidata |
|        | Cabana del Mas de Bertet        | Tremp    | borda        |                             | 42° 16′ 30″ N, 0° 46′ 26″ E / 42.2748628258378°N,0.773975918533314°E           |                                            |                     | Modifica les dades a Wikidata |
|        | Cabana del Ponero               | Tremp    | borda        |                             | 42° 09′ 01″ N, 0° 51′ 57″ E / 42.1502797040047°N,0.865945342262215°E           |                                            |                     | Modifica les dades a Wikidata |
|        | Cabana del Ramiro               | Tremp    | borda        |                             | 42° 09′ 26″ N, 0° 55′ 07″ E / 42.1571367234451°N,0.918571838679466°E           |                                            |                     | Modifica les dades a Wikidata |
|        | Cabana del Ramon                | Tremp    | borda        |                             | 42° 08′ 17″ N, 0° 56′ 51″ E / 42.1380146220089°N,0.947403782104084°E           |                                            |                     | Modifica les dades a Wikidata |
|        | Cabana del Riuet                | Tremp    | borda        |                             | 42° 07′ 48″ N, 0° 54′ 34″ E / 42.1299174231774°N,0.909458066417605°E           |                                            |                     | Modifica les dades a Wikidata |
|        | Cabana del Serradell            | Tremp    | borda        |                             | 42° 08′ 13″ N, 0° 56′ 28″ E / 42.1368747508702°N,0.94108815931087°E            |                                            |                     | Modifica les dades a Wikidata |
|        | Cabana del Teixidoret           | Tremp    | borda        |                             | 42° 09′ 40″ N, 0° 53′ 16″ E / 42.1611763389053°N,0.887814994293691°E           |                                            |                     | Modifica les dades a Wikidata |
|        | Cabana del Ton de la Nena       | Tremp    | borda        |                             | 42° 08′ 04″ N, 0° 56′ 24″ E / 42.1343425139206°N,0.939996569380896°E           |                                            |                     | Modifica les dades a Wikidata |
|        | Cabana del Vila                 | Tremp    | borda        |                             | 42° 09′ 22″ N, 0° 55′ 27″ E / 42.156°N,0.924167°E 486.9 msnm                   |                                            |                     | Modifica les dades a Wikidata |
|        | Cabana del Viver d'Icona        | Tremp    | borda        |                             | 42° 09′ 09″ N, 0° 54′ 41″ E / 42.1526270334758°N,0.911264290237591°E           |                                            |                     | Modifica les dades a Wikidata |
|        | Cabana dels Graus               | Tremp    | borda        |                             | 42° 13′ 55″ N, 0° 43′ 28″ E / 42.23191667°N,0.72433333°E 614 msnm              |                                            |                     | Modifica les dades a Wikidata |
|        | Cabanes de la Serra             | Tremp    | borda        |                             | 42° 07′ 04″ N, 0° 43′ 37″ E / 42.1177802601981°N,0.726866464551835°E           |                                            |                     | Modifica les dades a Wikidata |
|        | Caseta del Soldat               | Tremp    | borda        |                             | 42° 08′ 32″ N, 0° 49′ 15″ E / 42.1421352154253°N,0.820756183811069°E           |                                            |                     | Modifica les dades a Wikidata |
|        | Corral d'Amat                   | Tremp    | borda        |                             | 42° 13′ 10″ N, 0° 49′ 41″ E / 42.2195087147665°N,0.828152381377581°E           |                                            |                     | Modifica les dades a Wikidata |
|        | Corral d'Aparici                | Tremp    | borda        |                             | 42° 10′ 23″ N, 0° 46′ 45″ E / 42.1731717724399°N,0.779120953710196°E           |                                            |                     | Modifica les dades a Wikidata |
|        | Corral d'en Batlle              | Tremp    | borda        |                             | 42° 12′ 08″ N, 0° 48′ 22″ E / 42.2023383481296°N,0.806102904014273°E           |                                            |                     | Modifica les dades a Wikidata |
|        | Corral d'en Llosa               | Tremp    | borda        |                             | 42° 17′ 56″ N, 0° 49′ 46″ E / 42.29897222°N,0.82952778°E 1069 msnm             |                                            |                     | Modifica les dades a Wikidata |
|        | Corral de Barravés              | Tremp    | borda        |                             | 42° 12′ 57″ N, 0° 46′ 26″ E / 42.2157294951566°N,0.773849903716794°E           |                                            |                     | Modifica les dades a Wikidata |
|        | Corral de Belart                | Tremp    | borda        |                             | 42° 11′ 20″ N, 0° 47′ 42″ E / 42.1887869006001°N,0.794946472207561°E           |                                            |                     | Modifica les dades a Wikidata |
|        | Corral de Guilla                | Tremp    | borda        |                             | 42° 14′ 34″ N, 0° 50′ 48″ E / 42.2428488258511°N,0.846634745679808°E           |                                            |                     | Modifica les dades a Wikidata |
|        | Corral de Maiestre              | Tremp    | borda        |                             | 42° 08′ 11″ N, 0° 42′ 34″ E / 42.1363658424173°N,0.709552513676682°E           |                                            |                     | Modifica les dades a Wikidata |
|        | Corral de Sant Salvador         | Tremp    | borda        |                             | 42° 11′ 24″ N, 0° 48′ 58″ E / 42.1899324979352°N,0.816220098178535°E           |                                            |                     | Modifica les dades a Wikidata |
|        | Corral de Sanui                 | Tremp    | borda        |                             | 42° 10′ 22″ N, 0° 46′ 35″ E / 42.1727396273146°N,0.776339451894185°E           |                                            |                     | Modifica les dades a Wikidata |
|        | Corral de Sico                  | Tremp    | borda        |                             | 42° 14′ 40″ N, 0° 51′ 18″ E / 42.2445°N,0.854972°E 1305 msnm                   |                                            |                     | Modifica les dades a Wikidata |
|        | Corral de Tarteres              | Tremp    | borda        |                             | 42° 10′ 19″ N, 0° 43′ 07″ E / 42.1719951627926°N,0.718726752890567°E           |                                            |                     | Modifica les dades a Wikidata |
|        | Corral de Terraubella           | Tremp    | borda        |                             | 42° 14′ 20″ N, 0° 51′ 26″ E / 42.23888889°N,0.85722222°E 1145 msnm             |                                            |                     | Modifica les dades a Wikidata |
|        | Corral de l'Ensenyat            | Tremp    | borda        |                             | 42° 09′ 31″ N, 0° 44′ 50″ E / 42.15875°N,0.74736111°E 852.4 msnm               |                                            |                     | Modifica les dades a Wikidata |
|        | Corral de la Terreta            | Tremp    | borda        | Estil: arquitectura popular |                                                                                | bé integrant del patrimoni cultural català |                     | Modifica les dades a Wikidata |
|        | Corral del Castell Tallat       | Tremp    | borda        |                             | 42° 16′ 06″ N, 0° 49′ 45″ E / 42.2681961894006°N,0.829257698348467°E           |                                            |                     | Modifica les dades a Wikidata |
|        | Corral del Salvador             | Tremp    | borda        |                             | 42° 11′ 23″ N, 0° 48′ 58″ E / 42.1898°N,0.816028°E 877 msnm                    |                                            |                     | Modifica les dades a Wikidata |
|        | Corral del Serrat de Prats      | Tremp    | borda        |                             | 42° 11′ 00″ N, 0° 44′ 00″ E / 42.1833693675235°N,0.733259707456952°E           |                                            |                     | Modifica les dades a Wikidata |
|        | Corral del Soler                | Tremp    | borda        |                             | 42° 15′ 24″ N, 0° 44′ 31″ E / 42.2566390048602°N,0.741922451730889°E           |                                            |                     | Modifica les dades a Wikidata |
|        | Corral dels Ferranyals          | Tremp    | borda        |                             | 42° 15′ 40″ N, 0° 49′ 49″ E / 42.2611529800249°N,0.830166214511648°E           |                                            |                     | Modifica les dades a Wikidata |
|        | Corrals de Sallants             | Tremp    | borda        |                             | 42° 18′ 17″ N, 0° 48′ 37″ E / 42.30475°N,0.81016667°E 1225 msnm                |                                            |                     | Modifica les dades a Wikidata |
|        | Corrals de Sant Gregori         | Tremp    | borda        |                             | 42° 18′ 47″ N, 0° 46′ 23″ E / 42.3131248895466°N,0.772918640986127°E           |                                            |                     | Modifica les dades a Wikidata |
|        | Corrals de l'Aleixó             | Tremp    | borda        |                             | 42° 07′ 48″ N, 0° 44′ 11″ E / 42.1301267106792°N,0.736406073547106°E           |                                            |                     | Modifica les dades a Wikidata |
|        | Corrals del Masió               | Tremp    | borda        |                             | 42° 08′ 39″ N, 0° 44′ 38″ E / 42.1443036552494°N,0.743815035818734°E           |                                            |                     | Modifica les dades a Wikidata |
|        | Era de Gaspar                   | Tremp    | borda        |                             | 42° 10′ 45″ N, 0° 42′ 59″ E / 42.1791081302401°N,0.716388433419866°E           |                                            |                     | Modifica les dades a Wikidata |
|        | Era de Puiol                    | Tremp    | borda        |                             | 42° 10′ 42″ N, 0° 43′ 10″ E / 42.1783955997676°N,0.719501532750316°E           |                                            |                     | Modifica les dades a Wikidata |
|        | Era de Rafel                    | Tremp    | borda        |                             | 42° 09′ 03″ N, 0° 57′ 10″ E / 42.1508253789689°N,0.952690073021741°E           |                                            |                     | Modifica les dades a Wikidata |
|        | Lo Tancat                       | Tremp    | borda        |                             | 42° 09′ 48″ N, 0° 45′ 31″ E / 42.1632°N,0.7585°E                               |                                            |                     | Modifica les dades a Wikidata |
|        | Mas del Major                   | Tremp    | borda        |                             | 42° 16′ 31″ N, 0° 46′ 47″ E / 42.2752802045723°N,0.77970906597838°E            |                                            |                     | Modifica les dades a Wikidata |
|        | Paller                          | Tremp    | borda        | Estil: arquitectura popular | 42° 13′ 27″ N, 0° 50′ 50″ E / 42.224068°N,0.847302°E                           | bé cultural d'interès local                |                     | Modifica les dades a Wikidata |
|        | Xalet dels Militars             | Tremp    | borda        |                             | 42° 13′ 48″ N, 0° 51′ 03″ E / 42.2299118710731°N,0.850697883119714°E           |                                            |                     | Modifica les dades a Wikidata |
|        | borda d'Anselles                | Tremp    | borda        |                             | 42° 22′ 06″ N, 0° 47′ 05″ E / 42.3684°N,0.784722°E 1384 msnm                   |                                            |                     | Modifica les dades a Wikidata |
|        | borda d'en Peixant              | Tremp    | borda        |                             | 42° 13′ 17″ N, 0° 50′ 13″ E / 42.2214107242901°N,0.836822780072475°E           |                                            |                     | Modifica les dades a Wikidata |
|        | borda de Blanc                  | Tremp    | borda        |                             | 42° 12′ 38″ N, 0° 51′ 00″ E / 42.2105828722967°N,0.850069522323326°E           |                                            |                     | Modifica les dades a Wikidata |
|        | borda de Cabosi                 | Tremp    | borda        |                             | 42° 22′ 01″ N, 0° 45′ 56″ E / 42.3669686915248°N,0.765515607016549°E           |                                            |                     | Modifica les dades a Wikidata |
|        | borda de Farrer                 | Tremp    | borda        |                             | 42° 22′ 05″ N, 0° 47′ 02″ E / 42.3679374269272°N,0.783867400447322°E           |                                            |                     | Modifica les dades a Wikidata |
|        | borda de Ferrer                 | Tremp    | borda        |                             | 42° 21′ 55″ N, 0° 47′ 04″ E / 42.36538889°N,0.78430556°E 1235 msnm             |                                            |                     | Modifica les dades a Wikidata |
|        | borda de Figuera                | Tremp    | borda        |                             | 42° 12′ 05″ N, 0° 50′ 30″ E / 42.20133333°N,0.84158333°E 913.3 msnm            |                                            |                     | Modifica les dades a Wikidata |
|        | borda de Jequim                 | Tremp    | borda        |                             | 42° 10′ 09″ N, 0° 51′ 22″ E / 42.1692°N,0.856194°E 606 msnm                    |                                            |                     | Modifica les dades a Wikidata |
|        | borda de Mariana                | Tremp    | borda        |                             | 42° 15′ 09″ N, 0° 44′ 42″ E / 42.2525290952856°N,0.744954135866544°E           |                                            |                     | Modifica les dades a Wikidata |
|        | borda de Sant Feliu             | Tremp    | borda        |                             | 42° 15′ 47″ N, 0° 49′ 38″ E / 42.26297222°N,0.82711111°E 1090 msnm             |                                            |                     | Modifica les dades a Wikidata |
|        | borda de Selui                  | Tremp    | borda        |                             | 42° 12′ 38″ N, 0° 50′ 57″ E / 42.2105377082827°N,0.849101942828265°E           |                                            |                     | Modifica les dades a Wikidata |
|        | borda de Servent                | Tremp    | borda        |                             | 42° 12′ 36″ N, 0° 50′ 41″ E / 42.20988889°N,0.84461111°E 974 msnm              |                                            |                     | Modifica les dades a Wikidata |
|        | borda de Torres                 | Tremp    | borda        |                             | 42° 14′ 30″ N, 0° 51′ 49″ E / 42.2417364285908°N,0.863713135736802°E           |                                            |                     | Modifica les dades a Wikidata |
|        | borda de Viuet                  | Tremp    | borda        |                             | 42° 15′ 09″ N, 0° 51′ 21″ E / 42.2526371656575°N,0.855720426762133°E           |                                            |                     | Modifica les dades a Wikidata |
|        | borda de la Cisca               | Tremp    | borda        |                             | 42° 17′ 25″ N, 0° 46′ 21″ E / 42.2903225017108°N,0.772436795897266°E           |                                            |                     | Modifica les dades a Wikidata |
|        | borda del Cisquet               | Tremp    | borda        |                             | 42° 11′ 20″ N, 0° 51′ 26″ E / 42.18897222°N,0.85733333°E 766.4 msnm            |                                            |                     | Modifica les dades a Wikidata |
|        | borda del Mas del Gras          | Tremp    | borda        |                             | 42° 21′ 27″ N, 0° 47′ 54″ E / 42.35761111°N,0.79822222°E 1376 msnm             |                                            |                     | Modifica les dades a Wikidata |
|        | borda del Rei                   | Tremp    | borda        |                             | 42° 12′ 37″ N, 0° 50′ 58″ E / 42.210329°N,0.849524°E                           | bé cultural d'interès local                |                     | Modifica les dades a Wikidata |
|        | borda del Sala                  | Tremp    | borda        |                             | 42° 08′ 45″ N, 0° 54′ 48″ E / 42.145808742718°N,0.913194852531129°E            |                                            |                     | Modifica les dades a Wikidata |
|        | borda del Tomeu                 | Tremp    | borda        |                             | 42° 10′ 13″ N, 0° 53′ 26″ E / 42.1702494027542°N,0.890491165524788°E           |                                            |                     | Modifica les dades a Wikidata |
|        | bordes de Miralles              | Tremp    | borda        |                             | 42° 18′ 11″ N, 0° 46′ 06″ E / 42.30308333°N,0.76841667°E 824.5 msnm            |                                            |                     | Modifica les dades a Wikidata |
|        | bordes del Seix                 | Tremp    | borda        |                             | 42° 12′ 37″ N, 0° 50′ 59″ E / 42.2104°N,0.849806°E Gurp de la Conca 917.9 msnm |                                            |                     | Modifica les dades a Wikidata |
|        | l'Enrastellada                  | Tremp    | borda        |                             | 42° 11′ 41″ N, 0° 45′ 14″ E / 42.1947963535601°N,0.753790780754745°E           |                                            |                     | Modifica les dades a Wikidata |
|        | l'Era Vella de Petitjan         | Tremp    | borda        |                             | 42° 07′ 49″ N, 0° 52′ 47″ E / 42.13028356323°N,0.879852831335733°E             |                                            |                     | Modifica les dades a Wikidata |
|        | la Torre de Puiol               | Tremp    | borda        |                             | 42° 10′ 28″ N, 0° 42′ 27″ E / 42.1743900187725°N,0.707405464977565°E           |                                            |                     | Modifica les dades a Wikidata |
|        | lo Corral                       | Tremp    | borda        |                             | 42° 07′ 51″ N, 0° 52′ 44″ E / 42.1309492519663°N,0.878838526787923°E           |                                            |                     | Modifica les dades a Wikidata |
|        | los Corralots                   | Tremp    | borda        |                             | 42° 08′ 11″ N, 0° 47′ 05″ E / 42.1363178728713°N,0.78458408788305°E            |                                            |                     | Modifica les dades a Wikidata |
|        | los Corrals de Toríbio          | Tremp    | borda        |                             | 42° 09′ 26″ N, 0° 45′ 37″ E / 42.1571716031757°N,0.76029074184208°E            |                                            |                     | Modifica les dades a Wikidata |

## granja
| imatge | Nom                  | Ubicat a | instància de | Detalls | coordenades                                                          | Protecció | Commons (més fotos) | Dades a WD                    |
| ------ | -------------------- | -------- | ------------ | ------- | -------------------------------------------------------------------- | --------- | ------------------- | ----------------------------- |
|        | Cabana dels Conills  | Tremp    | granja       |         | 42° 10′ 32″ N, 0° 48′ 59″ E / 42.1755729356718°N,0.816460167037344°E |           |                     | Modifica les dades a Wikidata |
|        | Granja Maiestre      | Tremp    | granja       |         | 42° 08′ 52″ N, 0° 41′ 53″ E / 42.1478223497429°N,0.697920990369742°E |           |                     | Modifica les dades a Wikidata |
|        | Granja de Ferràs     | Tremp    | granja       |         | 42° 16′ 30″ N, 0° 44′ 53″ E / 42.2750416880655°N,0.74809232545622°E  |           |                     | Modifica les dades a Wikidata |
|        | Granja de Miquel     | Tremp    | granja       |         | 42° 09′ 06″ N, 0° 57′ 14″ E / 42.1516319658335°N,0.953983265913453°E |           |                     | Modifica les dades a Wikidata |
|        | Granja de Nartal     | Tremp    | granja       |         | 42° 08′ 47″ N, 0° 53′ 41″ E / 42.1464349204587°N,0.894731299153873°E |           |                     | Modifica les dades a Wikidata |
|        | Granja de l'Anau     | Tremp    | granja       |         | 42° 09′ 21″ N, 0° 51′ 47″ E / 42.1557348704921°N,0.862917687249615°E |           |                     | Modifica les dades a Wikidata |
|        | Granja del Carnisser | Tremp    | granja       |         | 42° 08′ 40″ N, 0° 55′ 05″ E / 42.1443490232419°N,0.918107534551901°E |           |                     | Modifica les dades a Wikidata |
|        | Granja del Torres    | Tremp    | granja       |         | 42° 09′ 10″ N, 0° 57′ 11″ E / 42.1528835769619°N,0.952962598878311°E |           |                     | Modifica les dades a Wikidata |

## masia
| imatge | Nom                        | Ubicat a   | instància de   | Detalls                     | coordenades                                                                                | Protecció                                  | Commons (més fotos)       | Dades a WD                    |
| ------ | -------------------------- | ---------- | -------------- | --------------------------- | ------------------------------------------------------------------------------------------ | ------------------------------------------ | ------------------------- | ----------------------------- |
|        | Cal Cacauro                | Tremp      | masia          |                             | 42° 10′ 00″ N, 0° 54′ 03″ E / 42.166586193715°N,0.900914733121974°E                        |                                            |                           | Modifica les dades a Wikidata |
|        | Cal Casó                   | Tremp      | masia          |                             | 42° 10′ 42″ N, 0° 46′ 09″ E / 42.17833333°N,0.76913889°E Claramunt 910 msnm                |                                            | Cal Casó (Claramunt)      | Modifica les dades a Wikidata |
|        | Cal Grau                   | Suterranya | masia          |                             | 42° 07′ 47″ N, 0° 56′ 59″ E / 42.12972222°N,0.94977778°E 468 msnm                          | bé cultural d'interès local                |                           | Modifica les dades a Wikidata |
|        | Cal Macià                  | Tremp      | masia          |                             | 42° 09′ 10″ N, 0° 54′ 58″ E / 42.15263889°N,0.91616667°E Vilamitjana 441.3 msnm            |                                            |                           | Modifica les dades a Wikidata |
|        | Cal Montoia                | Tremp      | masia          |                             | 42° 08′ 03″ N, 0° 56′ 47″ E / 42.1341°N,0.946333°E 468 msnm                                |                                            |                           | Modifica les dades a Wikidata |
|        | Cal Sabater                | Tremp      | masia          |                             | 42° 13′ 41″ N, 0° 43′ 24″ E / 42.2281°N,0.723278°E 650 msnm                                |                                            |                           | Modifica les dades a Wikidata |
|        | Casa Alfonsa               | Tremp      | masia          |                             | 42° 16′ 18″ N, 0° 46′ 05″ E / 42.2717375588383°N,0.767938284926384°E                       |                                            |                           | Modifica les dades a Wikidata |
|        | Casa Batlle                | Tremp      | masia          |                             | 42° 07′ 11″ N, 0° 42′ 53″ E / 42.1197°N,0.714667°E Castissent 667.9 msnm                   | bé cultural d'interès local                |                           | Modifica les dades a Wikidata |
|        | Casa Belep                 | Tremp      | masia          |                             | 42° 12′ 14″ N, 0° 51′ 24″ E / 42.204°N,0.85661111°E 827 msnm                               |                                            |                           | Modifica les dades a Wikidata |
|        | Casa Blanca                | Puigverd   | masia          |                             | 42° 08′ 32″ N, 0° 49′ 39″ E / 42.142211°N,0.827611°E                                       | bé cultural d'interès local                |                           | Modifica les dades a Wikidata |
|        | Casa Buira                 | Tremp      | masia          |                             | 42° 12′ 57″ N, 0° 43′ 02″ E / 42.21588889°N,0.71727778°E 621 msnm                          |                                            |                           | Modifica les dades a Wikidata |
|        | Casa Carlets               | Tremp      | masia          |                             | 42° 07′ 03″ N, 0° 43′ 14″ E / 42.11755556°N,0.72044444°E Castissent 697.3 msnm             | bé cultural d'interès local                |                           | Modifica les dades a Wikidata |
|        | Casa Caçador               | Tremp      | masia          |                             | 42° 07′ 11″ N, 0° 42′ 56″ E / 42.1198°N,0.715417°E Castissent 671 msnm                     |                                            |                           | Modifica les dades a Wikidata |
|        | Casa Ciego                 | Tremp      | masia          |                             | 42° 10′ 36″ N, 0° 51′ 00″ E / 42.1765865026062°N,0.850083834993882°E                       |                                            |                           | Modifica les dades a Wikidata |
|        | Casa Cisquet               | Tremp      | masia          |                             | 42° 10′ 40″ N, 0° 50′ 51″ E / 42.17783333°N,0.84738889°E 664 msnm                          |                                            |                           | Modifica les dades a Wikidata |
|        | Casa Concurrell            | Tremp      | masia          |                             | 42° 08′ 10″ N, 0° 43′ 10″ E / 42.13605556°N,0.71933333°E Prullans 672 msnm                 |                                            |                           | Modifica les dades a Wikidata |
|        | Casa Cortit                | Tremp      | masia          |                             | 42° 07′ 23″ N, 0° 42′ 59″ E / 42.1231°N,0.7165°E Castissent 675 msnm                       | bé cultural d'interès local                | Casa Cortit               | Modifica les dades a Wikidata |
|        | Casa Ensenyat              | Tremp      | masia          |                             | 42° 09′ 43″ N, 0° 43′ 59″ E / 42.1619°N,0.733139°E 655.7 msnm                              | bé cultural d'interès local                |                           | Modifica les dades a Wikidata |
|        | Casa Fumàs                 | Tremp      | masia          |                             | 42° 10′ 32″ N, 0° 45′ 07″ E / 42.1756°N,0.751861°E 843.9 msnm                              | bé cultural d'interès local                |                           | Modifica les dades a Wikidata |
|        | Casa Gaspar                | Tremp      | masia          |                             | 42° 10′ 46″ N, 0° 43′ 05″ E / 42.17941°N,0.71792°E                                         | bé cultural d'interès local                |                           | Modifica les dades a Wikidata |
|        | Casa Guardiola             | Tremp      | masia          |                             | 42° 13′ 21″ N, 0° 43′ 19″ E / 42.22252778°N,0.722°E 647 msnm                               |                                            |                           | Modifica les dades a Wikidata |
|        | Casa Isabel                | Tremp      | masia          |                             | 42° 11′ 45″ N, 0° 51′ 46″ E / 42.19597222°N,0.86277778°E 623 msnm                          |                                            |                           | Modifica les dades a Wikidata |
|        | Casa Jaumet                | Tremp      | masia          |                             | 42° 18′ 00″ N, 0° 48′ 43″ E / 42.29997222°N,0.81208333°E la Torre de Tamúrcia 977 msnm     |                                            |                           | Modifica les dades a Wikidata |
|        | Casa Joan Antoni           | Tremp      | masia          |                             | 42° 16′ 52″ N, 0° 45′ 32″ E / 42.2809894114078°N,0.758867801610958°E                       |                                            |                           | Modifica les dades a Wikidata |
|        | Casa Just                  | Tremp      | masia          |                             | 42° 10′ 46″ N, 0° 43′ 03″ E / 42.1794°N,0.7175°E Tercui                                    |                                            |                           | Modifica les dades a Wikidata |
|        | Casa Juvillà               | Tremp      | masia          |                             | 42° 12′ 01″ N, 0° 43′ 00″ E / 42.2004°N,0.716639°E 545 msnm                                |                                            |                           | Modifica les dades a Wikidata |
|        | Casa Miquelet              | Tremp      | masia          |                             | 42° 17′ 54″ N, 0° 49′ 33″ E / 42.29838889°N,0.82583333°E la Torre de Tamúrcia 1043.2 msnm  |                                            |                           | Modifica les dades a Wikidata |
|        | Casa Moliner               | Tremp      | masia          |                             | 42° 07′ 59″ N, 0° 56′ 51″ E / 42.1331°N,0.947389°E 453 msnm                                |                                            |                           | Modifica les dades a Wikidata |
|        | Casa Mostatxo              | Tremp      | masia          | 16th century                | 42° 07′ 42″ N, 0° 43′ 25″ E / 42.128271°N,0.723645°E 768 msnm                              | bé cultural d'interès local                |                           | Modifica les dades a Wikidata |
|        | Casa Motes                 | Tremp      | masia          |                             | 42° 08′ 54″ N, 0° 54′ 58″ E / 42.1483217261195°N,0.916186205813373°E                       |                                            |                           | Modifica les dades a Wikidata |
|        | Casa Mundet                | Tremp      | masia          |                             | 42° 15′ 09″ N, 0° 44′ 40″ E / 42.25255556°N,0.7445°E 697.6 msnm                            |                                            |                           | Modifica les dades a Wikidata |
|        | Casa Paula                 | Tremp      | masia          |                             | 42° 09′ 41″ N, 0° 42′ 45″ E / 42.1614°N,0.712417°E Prullans 720 msnm                       |                                            |                           | Modifica les dades a Wikidata |
|        | Casa Ramon                 | Tremp      | masia          |                             | 42° 10′ 15″ N, 0° 45′ 47″ E / 42.1707°N,0.763167°E Claramunt 853 msnm                      |                                            |                           | Modifica les dades a Wikidata |
|        | Casa Ramonet               | Tremp      | masia          |                             | 42° 09′ 01″ N, 0° 55′ 06″ E / 42.1502°N,0.918361°E Vilamitjana 451.2 msnm                  |                                            |                           | Modifica les dades a Wikidata |
|        | Casa Rovira                | Tremp      | masia          |                             | 42° 16′ 52″ N, 0° 45′ 26″ E / 42.2810644558335°N,0.757179439592365°E                       |                                            |                           | Modifica les dades a Wikidata |
|        | Casa Salvador              | Tremp      | masia          |                             | 42° 11′ 45″ N, 0° 42′ 55″ E / 42.1959°N,0.715167°E la Ribereta 636.3 msnm                  |                                            |                           | Modifica les dades a Wikidata |
|        | Casa Sanguiel              | Tremp      | masia          |                             | 42° 09′ 46″ N, 0° 53′ 04″ E / 42.1629051783348°N,0.884380222369174°E                       |                                            |                           | Modifica les dades a Wikidata |
|        | Casa Serrà                 | Tremp      | masia          |                             | 42° 07′ 08″ N, 0° 43′ 59″ E / 42.11897222°N,0.73319444°E Castissent 738.7 msnm             |                                            |                           | Modifica les dades a Wikidata |
|        | Casa Tarrat                | Tremp      | masia          |                             | 42° 10′ 35″ N, 0° 50′ 56″ E / 42.1762845831925°N,0.848871223797063°E                       |                                            |                           | Modifica les dades a Wikidata |
|        | Casa Tarraubella           | Tremp      | masia          |                             | 42° 15′ 23″ N, 0° 44′ 38″ E / 42.2563°N,0.743833°E 790 msnm                                |                                            |                           | Modifica les dades a Wikidata |
|        | Casa Terrat                | Tremp      | masia          |                             | 42° 10′ 32″ N, 0° 45′ 07″ E / 42.1755803637159°N,0.752061922548632°E                       |                                            |                           | Modifica les dades a Wikidata |
|        | Casa Tomàs                 | Tremp      | masia          |                             | 42° 15′ 22″ N, 0° 44′ 35″ E / 42.2560944761001°N,0.74308140650983°E                        |                                            |                           | Modifica les dades a Wikidata |
|        | Casa Toríbio               | Tremp      | masia          |                             | 42° 10′ 08″ N, 0° 44′ 50″ E / 42.1688°N,0.747111°E 804 msnm                                | bé cultural d'interès local                |                           | Modifica les dades a Wikidata |
|        | Casa Trepadús              | Tremp      | masia          |                             | 42° 21′ 24″ N, 0° 46′ 23″ E / 42.35655556°N,0.77311111°E Enrens i Trepadús 1047 msnm       |                                            |                           | Modifica les dades a Wikidata |
|        | Casa Tura                  | Tremp      | masia          |                             | 42° 12′ 40″ N, 0° 50′ 55″ E / 42.2112°N,0.848611°E 927 msnm                                |                                            |                           | Modifica les dades a Wikidata |
|        | Casa Xaet                  | Tremp      | masia          |                             | 42° 08′ 17″ N, 0° 44′ 15″ E / 42.1380442522298°N,0.737394474315955°E                       |                                            |                           | Modifica les dades a Wikidata |
|        | Casa de l'Escolà           | Tremp      | masia          |                             | 42° 10′ 29″ N, 0° 46′ 08″ E / 42.1747°N,0.769°E Claramunt 868.6 msnm                       |                                            |                           | Modifica les dades a Wikidata |
|        | Casa del Batxà             | Tremp      | masia          |                             | 42° 08′ 30″ N, 0° 49′ 01″ E / 42.14158333°N,0.81683333°E Puigverd 728 msnm                 |                                            |                           | Modifica les dades a Wikidata |
|        | Casa del Músic             | Tremp      | masia          |                             | 42° 08′ 17″ N, 0° 44′ 56″ E / 42.13805556°N,0.74875°E 833.1 msnm                           | bé cultural d'interès local                |                           | Modifica les dades a Wikidata |
|        | Casa del Poc               | Tremp      | masia          |                             | 42° 08′ 24″ N, 0° 56′ 18″ E / 42.1399°N,0.93825°E Vilamitjana 459.5 msnm                   |                                            |                           | Modifica les dades a Wikidata |
|        | Casa del Soldat            | Tremp      | masia          |                             | 42° 11′ 13″ N, 0° 44′ 41″ E / 42.18686111°N,0.74477778°E 855 msnm                          |                                            |                           | Modifica les dades a Wikidata |
|        | Casa el Coix               | Tremp      | masia          |                             | 42° 15′ 18″ N, 0° 44′ 09″ E / 42.2548984781416°N,0.735862808515121°E                       |                                            |                           | Modifica les dades a Wikidata |
|        | Casa el Pastisser          | Tremp      | masia          |                             | 42° 15′ 19″ N, 0° 44′ 12″ E / 42.2552377599133°N,0.736626498251844°E                       |                                            |                           | Modifica les dades a Wikidata |
|        | Casa l'Agustinet           | Tremp      | masia          |                             | 42° 08′ 24″ N, 0° 56′ 18″ E / 42.13988889°N,0.93825°E Vilamitjana 459.5 msnm               |                                            |                           | Modifica les dades a Wikidata |
|        | Casa l'Agustí              | Tremp      | masia          |                             | 42° 08′ 00″ N, 0° 53′ 18″ E / 42.13338889°N,0.88841667°E Puigcercós 451.1 msnm             |                                            |                           | Modifica les dades a Wikidata |
|        | Casa l'Agustí (Castissent) | Tremp      | masia          |                             | 42° 07′ 22″ N, 0° 42′ 43″ E / 42.1228°N,0.712028°E Castissent 663 msnm                     |                                            |                           | Modifica les dades a Wikidata |
|        | Casa l'Aiguader            | Tremp      | masia          |                             | 42° 07′ 18″ N, 0° 42′ 59″ E / 42.1218°N,0.7165°E Castissent 675.9 msnm                     |                                            |                           | Modifica les dades a Wikidata |
|        | Casa l'Antintí             | Tremp      | masia          |                             | 42° 08′ 24″ N, 0° 56′ 18″ E / 42.13988889°N,0.93825°E 459.5 msnm                           |                                            |                           | Modifica les dades a Wikidata |
|        | Casal i paller             | Tremp      | masia pallissa | Estil: arquitectura popular |                                                                                            | bé integrant del patrimoni cultural català |                           | Modifica les dades a Wikidata |
|        | Cases del Pacient          | Tremp      | masia          |                             | 42° 07′ 35″ N, 0° 43′ 44″ E / 42.12641667°N,0.72875°E Castissent 768 msnm                  |                                            |                           | Modifica les dades a Wikidata |
|        | Castelltallat              | Tremp      | masia          |                             | 42° 11′ 34″ N, 0° 44′ 12″ E / 42.19269444°N,0.73669444°E 703.3 msnm                        |                                            |                           | Modifica les dades a Wikidata |
|        | Era de Vidal               | Tremp      | masia          |                             | 42° 08′ 29″ N, 0° 48′ 56″ E / 42.1415°N,0.815417°E Puigverd 734.1 msnm                     |                                            |                           | Modifica les dades a Wikidata |
|        | Forats                     | Tremp      | masia          |                             | 42° 09′ 54″ N, 0° 50′ 20″ E / 42.1649°N,0.838972°E Eroles 634 msnm                         |                                            |                           | Modifica les dades a Wikidata |
|        | Lo Serrat                  | Tremp      | masia          |                             | 42° 13′ 34″ N, 0° 52′ 41″ E / 42.22619444°N,0.87791667°E 934 msnm                          |                                            |                           | Modifica les dades a Wikidata |
|        | Lo Teuler                  | Tremp      | masia          |                             | 42° 10′ 09″ N, 0° 48′ 37″ E / 42.1691°N,0.810222°E Eroles 784.3 msnm                       |                                            |                           | Modifica les dades a Wikidata |
|        | Marransó                   | Tremp      | masia          |                             | 42° 11′ 50″ N, 0° 45′ 51″ E / 42.1971317131261°N,0.764075275894803°E                       |                                            |                           | Modifica les dades a Wikidata |
|        | Mas Nou d'Aulari           | Tremp      | masia          |                             | 42° 16′ 32″ N, 0° 45′ 16″ E / 42.2755615098566°N,0.754391604094777°E                       |                                            |                           | Modifica les dades a Wikidata |
|        | Mas Vell de Toríbio        | Tremp      | masia          |                             | 42° 09′ 34″ N, 0° 45′ 28″ E / 42.159400733754°N,0.757767077269802°E                        |                                            |                           | Modifica les dades a Wikidata |
|        | Mas d'Aparici              | Tremp      | masia          |                             | 42° 12′ 39″ N, 0° 44′ 20″ E / 42.2109°N,0.739°E 800 msnm                                   |                                            |                           | Modifica les dades a Wikidata |
|        | Mas d'Arturo               | Tremp      | masia          |                             | 42° 12′ 17″ N, 0° 42′ 51″ E / 42.20469444°N,0.71402778°E 625 msnm                          | bé cultural d'interès local                |                           | Modifica les dades a Wikidata |
|        | Mas d'Aulari               | Tremp      | masia          |                             | 42° 16′ 28″ N, 0° 45′ 16″ E / 42.2745°N,0.754333°E 784 msnm                                |                                            |                           | Modifica les dades a Wikidata |
|        | Mas d'Eduardo              | Tremp      | masia          |                             | 42° 16′ 23″ N, 0° 46′ 30″ E / 42.2731722254961°N,0.77502975945135°E                        |                                            |                           | Modifica les dades a Wikidata |
|        | Mas d'Eixandre             | Tremp      | masia          |                             | 42° 16′ 41″ N, 0° 47′ 24″ E / 42.2781°N,0.790111°E 851.2 msnm                              |                                            |                           | Modifica les dades a Wikidata |
|        | Mas d'Isidro               | Tremp      | masia          |                             | 42° 08′ 21″ N, 0° 42′ 34″ E / 42.1392°N,0.709361°E 657.3 msnm                              |                                            |                           | Modifica les dades a Wikidata |
|        | Mas d'en Borrell           | Tremp      | masia          |                             | 42° 09′ 01″ N, 0° 42′ 38″ E / 42.1503°N,0.7105°E 692.2 msnm                                |                                            |                           | Modifica les dades a Wikidata |
|        | Mas de Ballivell           | Tremp      | masia          |                             | 42° 16′ 03″ N, 0° 47′ 16″ E / 42.26761111°N,0.78766667°E 816.4 msnm                        |                                            |                           | Modifica les dades a Wikidata |
|        | Mas de Barreda             | Tremp      | masia          |                             | 42° 15′ 46″ N, 0° 46′ 09″ E / 42.26269444°N,0.76922222°E 760 msnm                          | bé cultural d'interès local                | Mas de Barreda            | Modifica les dades a Wikidata |
|        | Mas de Bepo                | Tremp      | masia          |                             | 42° 15′ 54″ N, 0° 47′ 11″ E / 42.2651172848695°N,0.786455390589719°E                       |                                            |                           | Modifica les dades a Wikidata |
|        | Mas de Canelles            | Tremp      | masia          |                             | 42° 07′ 37″ N, 0° 45′ 35″ E / 42.12697222°N,0.75961111°E Castissent 755.7 msnm             |                                            |                           | Modifica les dades a Wikidata |
|        | Mas de Carrasquet          | Tremp      | masia          |                             | 42° 07′ 59″ N, 0° 46′ 57″ E / 42.13302778°N,0.78252778°E Arbul 913 msnm                    |                                            | Mas de Carrasquet (Arbul) | Modifica les dades a Wikidata |
|        | Mas de Casanova            | Tremp      | masia          |                             | 42° 08′ 59″ N, 0° 47′ 29″ E / 42.14977778°N,0.79144444°E Montllobar 967.5 msnm             |                                            |                           | Modifica les dades a Wikidata |
|        | Mas de Ciutat              | Tremp      | masia          |                             | 42° 08′ 32″ N, 0° 43′ 05″ E / 42.14233333°N,0.71791667°E 725.2 msnm                        | bé cultural d'interès local                |                           | Modifica les dades a Wikidata |
|        | Mas de Cocurrell           | Tremp      | masia          |                             | 42° 14′ 03″ N, 0° 44′ 32″ E / 42.2343°N,0.742278°E 801.2 msnm                              | bé cultural d'interès local                |                           | Modifica les dades a Wikidata |
|        | Mas de Faro                | Castissent | masia          | 18th century                | 42° 08′ 59″ N, 0° 44′ 17″ E / 42.14975°N,0.73791667°E ca:Carretera C-1311, km 5,8 838 msnm | bé cultural d'interès local                | Mas de Faro               | Modifica les dades a Wikidata |
|        | Mas de Ferràs              | Tremp      | masia          |                             | 42° 16′ 33″ N, 0° 44′ 49″ E / 42.27572222°N,0.74686111°E 732 msnm                          |                                            |                           | Modifica les dades a Wikidata |
|        | Mas de Fina                | Tremp      | masia          |                             | 42° 16′ 31″ N, 0° 46′ 37″ E / 42.2754052352307°N,0.776867126390739°E                       |                                            |                           | Modifica les dades a Wikidata |
|        | Mas de Francisquet         | Tremp      | masia          |                             | 42° 07′ 33″ N, 0° 47′ 02″ E / 42.1258°N,0.783917°E Arbul 885 msnm                          |                                            |                           | Modifica les dades a Wikidata |
|        | Mas de Jaumet              | Tremp      | masia          |                             | 42° 15′ 57″ N, 0° 44′ 27″ E / 42.2659°N,0.740806°E 645.5 msnm                              | bé cultural d'interès local                |                           | Modifica les dades a Wikidata |
|        | Mas de Juaneu              | Tremp      | masia          |                             | 42° 08′ 26″ N, 0° 42′ 38″ E / 42.14061111°N,0.71061111°E 661 msnm                          |                                            |                           | Modifica les dades a Wikidata |
|        | Mas de Lluell              | Tremp      | masia          |                             | 42° 16′ 07″ N, 0° 46′ 04″ E / 42.26872222°N,0.76783333°E 750 msnm                          |                                            |                           | Modifica les dades a Wikidata |
|        | Mas de Madora              | Tremp      | masia          |                             | 42° 16′ 35″ N, 0° 46′ 58″ E / 42.2764926513444°N,0.782795118909972°E                       |                                            |                           | Modifica les dades a Wikidata |
|        | Mas de Maiestre            | Tremp      | masia          |                             | 42° 07′ 58″ N, 0° 42′ 23″ E / 42.13283333°N,0.70641667°E 637.5 msnm                        |                                            |                           | Modifica les dades a Wikidata |
|        | Mas de Montllobar          | Tremp      | masia          |                             | 42° 09′ 15″ N, 0° 47′ 57″ E / 42.15416667°N,0.79908333°E Montllobar 1000 msnm              |                                            |                           | Modifica les dades a Wikidata |
|        | Mas de Palasí              | Tremp      | masia          |                             | 42° 09′ 47″ N, 0° 43′ 36″ E / 42.16308333°N,0.72658333°E 720 msnm                          |                                            |                           | Modifica les dades a Wikidata |
|        | Mas de Tallonet            | Tremp      | masia          |                             | 42° 16′ 31″ N, 0° 45′ 18″ E / 42.2753204478781°N,0.754957973635866°E                       |                                            |                           | Modifica les dades a Wikidata |
|        | Mas de l'Aleixó            | Tremp      | masia          |                             | 42° 07′ 38″ N, 0° 45′ 04″ E / 42.1271204598677°N,0.751139490999389°E                       |                                            |                           | Modifica les dades a Wikidata |
|        | Mas de l'Arrendador        | Tremp      | masia          |                             | 42° 09′ 21″ N, 0° 42′ 42″ E / 42.1558°N,0.71175°E 641 msnm                                 |                                            |                           | Modifica les dades a Wikidata |
|        | Mas de l'Obac              | Tremp      | masia          |                             | 42° 08′ 09″ N, 0° 46′ 32″ E / 42.1357°N,0.775444°E Arbul 918 msnm                          |                                            |                           | Modifica les dades a Wikidata |
|        | Mas del Coix               | Tremp      | masia          |                             | 42° 16′ 04″ N, 0° 45′ 32″ E / 42.2677684407387°N,0.75882716200018°E                        |                                            |                           | Modifica les dades a Wikidata |
|        | Mas del Gravat             | Tremp      | masia          |                             | 42° 11′ 19″ N, 0° 46′ 23″ E / 42.18861111°N,0.77311111°E 892 msnm                          |                                            |                           | Modifica les dades a Wikidata |
|        | Mas dels Camps de Costa    | Tremp      | masia          |                             | 42° 09′ 08″ N, 0° 43′ 00″ E / 42.15230556°N,0.71669444°E 709 msnm                          |                                            |                           | Modifica les dades a Wikidata |
|        | Mas dels Prats             | Tremp      | masia          |                             | 42° 11′ 09″ N, 0° 45′ 58″ E / 42.18597222°N,0.76608333°E 840 msnm                          | bé cultural d'interès local                |                           | Modifica les dades a Wikidata |
|        | Masets de Ponciano         | Tremp      | masia          |                             | 42° 15′ 53″ N, 0° 46′ 45″ E / 42.264709°N,0.779301°E 760.5 msnm                            |                                            |                           | Modifica les dades a Wikidata |
|        | Masia d'Eixandre           | Tremp      | masia          |                             | 42° 11′ 26″ N, 0° 47′ 42″ E / 42.19044444°N,0.79488889°E Eroles 962 msnm                   |                                            |                           | Modifica les dades a Wikidata |
|        | Masia de Barravés          | Tremp      | masia          |                             | 42° 12′ 08″ N, 0° 46′ 31″ E / 42.2022°N,0.775306°E 825 msnm                                |                                            |                           | Modifica les dades a Wikidata |
|        | Masia de Coró              | Tremp      | masia          |                             | 42° 15′ 49″ N, 0° 46′ 27″ E / 42.2635°N,0.774139°E 770 msnm                                |                                            |                           | Modifica les dades a Wikidata |
|        | Masia de Fumàs             | Tremp      | masia          |                             | 42° 10′ 24″ N, 0° 44′ 18″ E / 42.1733°N,0.738389°E 678 msnm                                |                                            |                           | Modifica les dades a Wikidata |
|        | Masia de Marquet           | Tremp      | masia          |                             | 42° 11′ 43″ N, 0° 44′ 54″ E / 42.19519444°N,0.74822222°E 799.5 msnm                        |                                            |                           | Modifica les dades a Wikidata |
|        | Masia de Miquel            | Tremp      | masia          |                             | 42° 11′ 25″ N, 0° 48′ 18″ E / 42.1903°N,0.804972°E Eroles 951.1 msnm                       |                                            |                           | Modifica les dades a Wikidata |
|        | Masia de Pere Antoni       | Tremp      | masia          |                             | 42° 11′ 38″ N, 0° 48′ 31″ E / 42.1939038663608°N,0.808659471717874°E                       |                                            |                           | Modifica les dades a Wikidata |
|        | Masia de Peret             | Tremp      | masia          |                             | 42° 10′ 32″ N, 0° 43′ 46″ E / 42.1754974468602°N,0.729569851257801°E                       |                                            |                           | Modifica les dades a Wikidata |
|        | Masia de Sebastià          | Tremp      | masia          |                             | 42° 12′ 14″ N, 0° 45′ 50″ E / 42.20391667°N,0.76386111°E 922.8 msnm                        |                                            |                           | Modifica les dades a Wikidata |
|        | Masia del Batlle           | Tremp      | masia          |                             | 42° 16′ 50″ N, 0° 47′ 21″ E / 42.28052778°N,0.78905556°E 1043.2 msnm                       |                                            |                           | Modifica les dades a Wikidata |
|        | Masia del Batlle           | Tremp      | masia          |                             | 42° 11′ 57″ N, 0° 42′ 58″ E / 42.1992°N,0.716111°E 636.4 msnm                              |                                            |                           | Modifica les dades a Wikidata |
|        | Masia del Batlle           | Tremp      | masia          |                             | 42° 07′ 25″ N, 0° 44′ 51″ E / 42.1237°N,0.747583°E Castissent 737 msnm                     |                                            |                           | Modifica les dades a Wikidata |
|        | Masia del Caçador          | Tremp      | masia          |                             | 42° 08′ 42″ N, 0° 45′ 44″ E / 42.14508333°N,0.76233333°E                                   |                                            |                           | Modifica les dades a Wikidata |
|        | Masies de Perantoni        | Tremp      | masia          |                             | 42° 11′ 07″ N, 0° 49′ 14″ E / 42.18527778°N,0.82066667°E                                   |                                            |                           | Modifica les dades a Wikidata |
|        | Mirabella                  | Tremp      | masia          |                             | 42° 17′ 17″ N, 0° 46′ 26″ E / 42.288°N,0.774°E 1074 msnm                                   |                                            |                           | Modifica les dades a Wikidata |
|        | Miravet d'Arbul            | Tremp      | masia          |                             | 42° 07′ 36″ N, 0° 47′ 08″ E / 42.1268°N,0.785556°E Arbul 924 msnm                          |                                            | Miravet d'Arbul           | Modifica les dades a Wikidata |
|        | Salze                      | Tremp      | masia          |                             | 42° 07′ 46″ N, 0° 44′ 34″ E / 42.1295°N,0.74272222°E 737.6 msnm                            | bé cultural d'interès local                |                           | Modifica les dades a Wikidata |
|        | Torre de Don Fèlix         | Tremp      | masia          |                             | 42° 10′ 08″ N, 0° 51′ 51″ E / 42.169°N,0.864278°E 566.9 msnm                               |                                            |                           | Modifica les dades a Wikidata |
|        | Torre del Senyor           | Tremp      | masia          |                             | 42° 15′ 44″ N, 0° 47′ 41″ E / 42.2621°N,0.794667°E 882.3 msnm                              | bé cultural d'interès local                |                           | Modifica les dades a Wikidata |
|        | el Casolà                  | Tremp      | masia          | 18th century                | 42° 17′ 34″ N, 0° 47′ 32″ E / 42.2927°N,0.792333°E la Torre de Tamúrcia 1088 msnm          | bé cultural d'interès local                |                           | Modifica les dades a Wikidata |
|        | el Masenc                  | Tremp      | masia          | Estat: ruïnós               | 42° 08′ 52″ N, 0° 49′ 08″ E / 42.1479°N,0.818806°E Fígols de Tremp 695.9 msnm              |                                            |                           | Modifica les dades a Wikidata |
|        | el Molí                    | Tremp      | masia          |                             | 42° 09′ 07″ N, 0° 41′ 43″ E / 42.1519931490031°N,0.695288750012947°E                       |                                            |                           | Modifica les dades a Wikidata |
|        | els Corrals                | Tremp      | masia          |                             | 42° 09′ 20″ N, 0° 47′ 34″ E / 42.15555556°N,0.79272222°E Montllobar 973 msnm               |                                            |                           | Modifica les dades a Wikidata |
|        | els Masions                | Tremp      | masia          |                             | 42° 08′ 14″ N, 0° 44′ 13″ E / 42.137165°N,0.736902°E 882.7 msnm                            |                                            | Els Masions               | Modifica les dades a Wikidata |
|        | l'Abadia                   | Tremp      | masia          |                             | 42° 09′ 05″ N, 0° 41′ 47″ E / 42.1513147874052°N,0.696487310489983°E                       |                                            |                           | Modifica les dades a Wikidata |
|        | l'Avellana                 | Tremp      | masia          |                             | 42° 08′ 17″ N, 0° 43′ 23″ E / 42.13797222°N,0.72291667°E 700 msnm                          | bé cultural d'interès local                |                           | Modifica les dades a Wikidata |
|        | l'Hostalet                 | Tremp      | masia          |                             | 42° 09′ 39″ N, 0° 47′ 23″ E / 42.16072222°N,0.78961111°E Montllobar 1018 msnm              |                                            |                           | Modifica les dades a Wikidata |
|        | la Casa Blanca             | Tremp      | masia          |                             | 42° 08′ 32″ N, 0° 49′ 39″ E / 42.1422°N,0.827472°E Puigverd 712.2 msnm                     |                                            |                           | Modifica les dades a Wikidata |
|        | la Caseta                  | Tremp      | masia          |                             | 42° 08′ 12″ N, 0° 44′ 14″ E / 42.1368°N,0.737333°E 746 msnm                                | bé cultural d'interès local                |                           | Modifica les dades a Wikidata |
|        | la Casota                  | Tremp      | masia          |                             | 42° 09′ 39″ N, 0° 47′ 23″ E / 42.1608°N,0.789833°E Montllobar 1019 msnm                    | bé cultural d'interès local                |                           | Modifica les dades a Wikidata |
|        | la Masieta                 | Tremp      | masia          |                             | 42° 07′ 46″ N, 0° 46′ 58″ E / 42.12936111°N,0.78269444°E Arbul 893.7 msnm                  |                                            | La Masieta (Arbul)        | Modifica les dades a Wikidata |
|        | la Quadreta                | Tremp      | masia          |                             | 42° 09′ 17″ N, 0° 48′ 37″ E / 42.15486111°N,0.81038889°E 798.2 msnm                        |                                            |                           | Modifica les dades a Wikidata |
|        | la Roureda                 | Tremp      | masia          |                             | 42° 09′ 32″ N, 0° 43′ 47″ E / 42.158919444444°N,0.72966944444444°E ca:Prullans 723 msnm    | bé cultural d'interès local                |                           | Modifica les dades a Wikidata |
|        | la Torreta                 | Tremp      | masia          |                             | 42° 12′ 31″ N, 0° 45′ 28″ E / 42.20861111°N,0.75786111°E 1050 msnm                         |                                            |                           | Modifica les dades a Wikidata |
|        | la Vileta                  | Tremp      | masia          |                             | 42° 09′ 57″ N, 0° 46′ 19″ E / 42.1657°N,0.772°E 975.8 msnm                                 |                                            |                           | Modifica les dades a Wikidata |
|        | les Costes                 | Tremp      | masia          |                             | 42° 09′ 37″ N, 0° 53′ 34″ E / 42.16030556°N,0.89275°E 440 msnm                             |                                            |                           | Modifica les dades a Wikidata |
|        | lo Masió                   | Tremp      | masia          |                             | 42° 08′ 38″ N, 0° 44′ 48″ E / 42.1439356042276°N,0.746623461187348°E                       |                                            |                           | Modifica les dades a Wikidata |